# Station Darmstadt Ost
Station Darmstadt Ost is een spoorwegstation in de Duitse plaats Darmstadt. Het station werd in 1869 geopend. 